# محمد شاهين باشا
محمد شاهين باشا هو طبيب مصري، كان أول من شغل منصب وزير الصحة العمومية عند إنشائها. وقد ظل في منصبة لفترة وجيزة من 10 أبريل 1936 إلى 9 مايو 1936. مثّل مصر في مؤتمر المعهد الملكي الصحي الذي عُقد بمدسنة بريستول الإنجليزية في الفترة من 17 إلى 19 مايو 1926، وكان رئيسًا للمجمع المصري للثقافة العلمية.

## توليه وزارة الصحة
في 7 أبريل 1936، أصدر الملك فؤاد الأول ـ قبيل وفاته بثلاثة أسابيع ـ مرسومًا بإنشاء وزارة الصحة العمومية، علي أن تتألف من مصلحة الصحة التابعة لوزارة الداخلية، بالإضافة إلى عدد من الأقسام المشتغلة بالشئون الصحية في وزارة الأشغال. وبعد ثلاثة أيام صدر مرسوم آخر بتعيين الدكتور محمد شاهين باشا ـ الذي كان يعالج الملك فؤاد في أخريات أيامه ـ وزيرًا للوزارة الجديدة.
وقد أورد حسن باشا يوسف ـ الذي عمل وكيلًا للديوان الملكي عشر سنوات متتالية ـ قصة غريبة عن تلك الواقعة، ملخصها الملك فؤاد ظل يتعرض لمداهمات الغيبوبة السكرية خلال الأسابيع الأخيرة من عمره,، وأنه بعد أن أفاق من إحداها وجد أمامه الدكتور شاهين باشا ساهرًا علي العناية به، فلم يملك سوى أن يشكره قائلًا: أنا ممنون لك يا معالي الوزير. ويستطرد حسن يوسف في شهادته بأن هذا «النطق السامي» أوقع علي ماهر باشا رئيس الوزراء في حيص بيص؛ فقد كان مطلوبا أن تسند إحدي الوزارات للطبيب الخاص للملك، وخرج ماهر باشا من هذا المأزق بلملمة عدد من الإدارات الحكومية المعنية بالصحة وتأليف وزارة الصحة العمومية منها.
تولى شاهين باشا منصب وزير الصحة في 10 أبريل 1936، غير أنه لم يشغل المنصب فعليًا سوى ستة أيام فقط، إذ سقط صريعًا للمرض فقرر مجلس الوزراء في 16 أبريل أن يتولى علي ماهر باشا إدارة شؤون وزارة الصحة العمومية (إلى جانب رئاسة الوزارة ووزارتي الداخلية والخارجية) في فترة مرض شاهين باشا، لكن وزارة ماهر باشا لم تلبث أن استقالت بعد أقل من شهر.